# Gérard Hennebert
Pour les articles homonymes, voir Hennebert.
Gérard Hennebert, né le 11 octobre 1913 à Maubeuge en France et mort pour la France le 15 août 1953 à Tây Ninh au Viêt Nam est un aviateur et résistant français, Compagnon de la Libération par décret du 19 octobre 1945. Participant à la bataille de France, il refuse la défaite et s'investit d'abord dans la résistance intérieure avant de s'engager dans les forces françaises libres. Il exerce alors d'importantes responsabilités au service des parachutages d'armes et de matériel pour la résistance. Envoyé en Indochine après la libération de la France, il y reste après la guerre mais y est tué quelques années plus tard par le Việt Minh.

## Biographie

### Jeunesse et engagement
Gérard Hennebert naît le 11 octobre 1913 à Maubeuge dans le Nord. Il étudie dans sa ville natale puis à Armentières et réussi en 1931 le concours d'agent technique de l'aéronautique ce qui lui permet d'obtenir un poste au ministère de l'air à Paris. Devançant son appel, il effectue son service militaire au sein de la 12e escadre de bombardement de Reims.

### Seconde Guerre mondiale
À la déclaration de guerre en 1939, Gérard Hennebert est affecté à l'École de l'air alors repliée à Bordeaux. Après l'armistice du 22 juin 1940, il sert quelques mois dans l'armée d'armistice puis est démobilisé en septembre 1940 avec le grade d'aspirant de réserve. N'acceptant pas la défaite, il désire continuer le combat et tente sans succès de rejoindre l'Angleterre. N'y parvenant pas, il s'engage dans la résistance intérieure et entre dans le groupe Franc-Tireur créé par Jean-Pierre Lévy. Installé dans le département de la Loire, Hennebert est contacté en septembre 1942 par un membre du service des opérations aériennes et maritimes (SOAM) du BCRA et est particulièrement chargé du repérage des terrains pour les parachutages et de la réception de ces derniers. Il s'acquitte de cette tâche personnellement dans la Loire mais dirige aussi des adjoints opérant notamment dans le Rhône et dans l'Ain. Prenant également part à des actions de sabotage, il commande le 28 septembre 1942 un commando, comprenant entre autres Roger Crivelli, qui détruit une partie de l'usine France-Rayonne à Roanne.
En 1943, il s'engage dans les forces françaises libres et devient l'un des adjoint de Pierre Rateau au centre des opérations de parachutages et d'atterrissages, nouvelle appellation du SOAM. Il a alors la responsabilité de la région R4 autour de Toulouse. Envoyé en Angleterre en octobre 1943 pour y suivre un stage d'officier opérations, il est deux mois plus tard nommé commandant des opérations aériennes de la région R5 en remplacement d'André Déglise-Favre arrêté en novembre. Mais alors qu'il doit atterrir dans sa nouvelle région, l'appareil le transportant ne parvient pas à trouver la piste et doit rebrousser chemin. L'avion s'écrase dans la Manche faute de carburant alors que Hennebert a pu sauter en parachute juste avant. Revenu en Grande-Bretagne, il est finalement parachuté à côté de Bordeaux le 5 janvier 1944 et prend aussitôt ses fonctions. À la tête de sa région, il coordonne les actions du COPA devenu Section atterrissage parachutage et permet ainsi la réception d'une grande quantité d'armes et de matériel. Parallèlement il exerce la fonction de délégué militaire régional, faisant le lien entre l'état-major des FFI et les maquis locaux.
Le 5 avril 1944, Gérard Hennebert est arrêté par la Gestapo mais parvient à s'évader. Bien qu'il soit toujours recherché par la police, il reste dans la région et poursuit son action. Le 6 juin suivant, alors que les combats font rage en Normandie, il organise la réception en plein jour de plusieurs parachutages de matériel lui permettant d'armer l'ensemble des maquis de sa région. Après la libération de la France, il est volontaire pour partir en Indochine où la lutte continue contre l'occupant japonais. Reversé dans l'armée de l'air avec le grade de capitaine, il est affecté à Saïgon en juillet 1945 et travaille au parc d'aviation.

### Après-guerre
Après la capitulation du Japon en septembre 1945, Gérard Hennebert est démobilisé en décembre suivant. Il reste alors en Indochine et entre au service de Michelin dans l'une des plantations d'Hévéa fournissant du caoutchouc pour la fabrication des pneumatiques de l'entreprise. Le 15 août 1953, alors qu'il inspecte l'une de ces plantations près de Tây Ninh, il tombe dans une embuscade du Việt Minh. Son véhicule est détruit par une mine et Gérard Hennebert, blessé, est achevé par balles. Inhumé à Saïgon, son corps est transféré un an plus tard à Binic dans les Côtes-d'Armor. Malgré sa démobilisation quelques années plus tôt, sa mort causée par le Viêt Minh dans le contexte de la guerre d'Indochine lui permet d'obtenir la mention "Mort pour la France" avec le statut de victime civile.

## Décorations
|  |  |  |
|  |  |  |

| Chevalier de la Légion d'honneur                     | Chevalier de la Légion d'honneur                     | Compagnon de la Libération                       | Compagnon de la Libération                       | Croix de guerre 1939-1945                 | Croix de guerre 1939-1945                 |
| Croix de guerre des Théâtres d'opérations extérieurs | Croix de guerre des Théâtres d'opérations extérieurs | Médaille de la Résistance française Avec rosette | Médaille de la Résistance française Avec rosette | Distinguished Service Order (Royaume-Uni) | Distinguished Service Order (Royaume-Uni) |